# Jürgen Haase
Pour les articles homonymes, voir Haase.
Jürgen Haase (né le 19 janvier 1945 à Friedersdorf) est un athlète allemand spécialiste des courses de fond, et notamment du 10 000 mètres.

## Carrière
Concourant sous les couleurs de la République démocratique allemande, Jürgen Haase remporte le titre du 10 000 m lors des Championnats d'Europe de 1966, en 28 min 26 s 0, signant à cette occasion un nouveau record des championnats. Il participe par ailleurs à l'épreuve du 5 000 mètres en terminant à la 11e place. 
Il établit un nouveau record d'Europe du 10 000 m le 21 juillet 1968 à Leningrad en 28 min 04 s 4, améliorant de près de six secondes l'ancienne meilleure marque européenne détenue depuis 1965 par le Belge Gaston Roelants. Il se classe quinzième du 10 000 m lors des Jeux olympiques de Mexico.
Il confirme son rang dès l'année suivante en conservant son titre continental du 10 000 mètres à l'occasion des Championnats d'Europe d'Athènes, en 28 min 41 s 6. Haase devance finalement le Britannique Mike Tagg et le Soviétique Nikolay Sviridov.
Vainqueur de la Coupe d'Europe en 1967 et 1970, il remporte sept titres de champion d'Allemagne de l'Est (six sur 10 000 m en 1965, 1966, 1968, 1972 et 1973, et un sur 5 000 m en 1969). Il décroche par ailleurs à quatre reprises le titre national de cross-country (1967, 1968, 1969 et 1972).
Il échoue dans sa tentative de troisième titre de champion d'Europe consécutif en s'inclinant en finale des Championnats d'Europe de 1971 face au Finlandais Juha Väätäinen.

### Palmarès
| Date | Compétition           | Lieu     | Résultat | Épreuve  |
| ---- | --------------------- | -------- | -------- | -------- |
| 1966 | Championnats d'Europe | Budapest | 1er      | 10 000 m |
| 1966 | Championnats d'Europe | Budapest | 11e      | 5 000 m  |
| 1968 | Jeux olympiques       | Mexico   | 15e      | 10 000 m |
| 1969 | Championnats d'Europe | Athènes  | 1er      | 10 000 m |
| 1971 | Championnats d'Europe | Helsinki | 2e       | 10 000 m |

### Records
| Épreuve  | Performance    | Lieu | Date |
| -------- | -------------- | ---- | ---- |
| 10 000 m | 27 min 53 s 36 |      | 1971 |